# 近密鳞鳞毛蕨
近密鳞鳞毛蕨（学名：Dryopteris subpycnopteroides）为鳞毛蕨科鳞毛蕨属下的一个种。